# Compteur d'essieux
 (novembre 2013).
Si vous disposez d'ouvrages ou d'articles de référence ou si vous connaissez des sites web de qualité traitant du thème abordé ici, merci de compléter l'article en donnant les références utiles à sa vérifiabilité et en les liant à la section « Notes et références ».

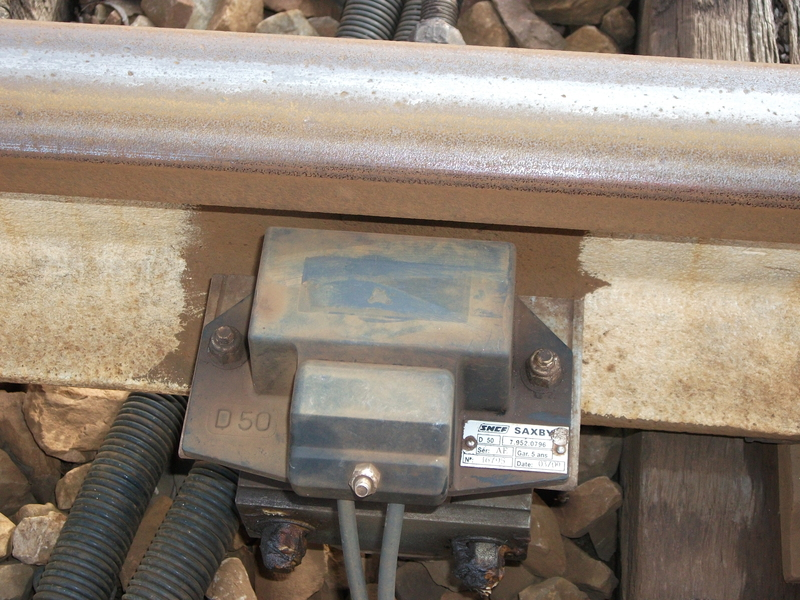
Compteur d'essieux.

Un compteur d'essieux est un dispositif de chemin de fer servant à détecter la présence d'une circulation sur une zone, par comptage des essieux qui franchissent les détecteurs encadrant cette zone. Le compteur d'essieux est une alternative moderne au circuit de voie. Il n'en a cependant pas tous les avantages; comme la détection des ruptures franches de rails.

## Principe
Un canton est équipé de compteurs d'essieux à chacune de ses extrémités. Ainsi, lorsqu'un train entre dans un canton, le nombre d'essieux du train est enregistré et le canton sera considéré comme occupé jusqu'à ce que le même nombre d'essieux l'ait quitté.
Exemple : un train de 32 essieux franchit un signal au vert. Le compteur d'essieux associé au signal enregistre le passage de 32 essieux et fait passer le signal au rouge. Le signal restera au rouge tant que le compteur d'essieux du signal suivant n'aura pas lui-même enregistré strictement 32 essieux.
Ce système permet aussi de contrôler qu'aucun véhicule ne s'est détaché du train. Si le nombre d'essieux comptabilisés en sortie du canton est inférieur ou supérieur à celui des essieux entrants, le canton reste considéré comme occupé et le signal le protégeant reste au rouge.
Le compteur d'essieux présente l'avantage, par rapport au circuit de voie, de n'être pas limité en longueur et d'être insensible au déshuntage. Il est donc particulièrement adapté aux lignes à faible fréquentation, généralement découpées en cantons longs, et dont la surface de roulement des rails est plus sujette à oxydation. En revanche, à longueur égale, il est sensiblement plus onéreux ; par ailleurs, la détection étant ponctuelle, il n'y a pas de rattrapage possible techniquement à un défaut de détection, tandis que le risque de déshuntage d'un circuit de voie peut être en partie pallié par une temporisation d'au moins 25 secondes en BAPR à circuit de voie.